# دنیل پرتس
دنیل پرتس (عبری: דניאל פרץ‎؛ زادهٔ ۱۰ ژوئیهٔ ۲۰۰۰) بازیکن فوتبال اهل اسرائیل است که به صورت قرضی در باشگاه فوتبال هامبورگ در پست دروازه‌بان بازی می‌کند.
از باشگاه‌هایی که در آن بازی کرده است می‌توان به باشگاه فوتبال مکابی تل آویو و باشگاه فوتبال بایرن مونیخ اشاره کرد.
وی همچنین در تیم‌های ملی فوتبال زیر ۲۱ سال اسرائیل و اسرائیل بازی کرده است.

## افتخارات

### باشگاهی

#### بایرن مونیخ
- بوندس‌لیگا (۱): ۲۰۲۴–۲۵